# Richard Galliano
Richard Galliano (Le Cannet, Cannes, 12 december 1950) is een Franse jazz-accordeonist, bandoneonist en componist.
- Bibsys: 4081105
- Biblioteca Nacional de España: XX6192079
- Bibliothèque nationale de France: cb139245702 (data)
- Gemeinsame Normdatei: 134920597
- International Standard Name Identifier: 0000 0001 2027 9414
- Library of Congress Control Number: n94048580
- Nationale Bibliotheek van Letland: 000037891
- MusicBrainz: 8581affe-38e6-4659-b81b-6058ff40cf45
- Nationale Bibliotheek van Tsjechië: xx0118130
- Nationale Bibliotheek van Israël: 987007410128305171
- Nationale Bibliotheek van Polen: a0000001676976
- Nederlandse Thesaurus van Auteursnamen: 108089797
- SNAC: w6w69zv5
- Système universitaire de documentation: 078756707
- Virtual International Authority File: 69117680
- WorldCat: E39PBJcKHHf7BX9pMyxrXQp3wC